# St. Kilian (Zumhaus)

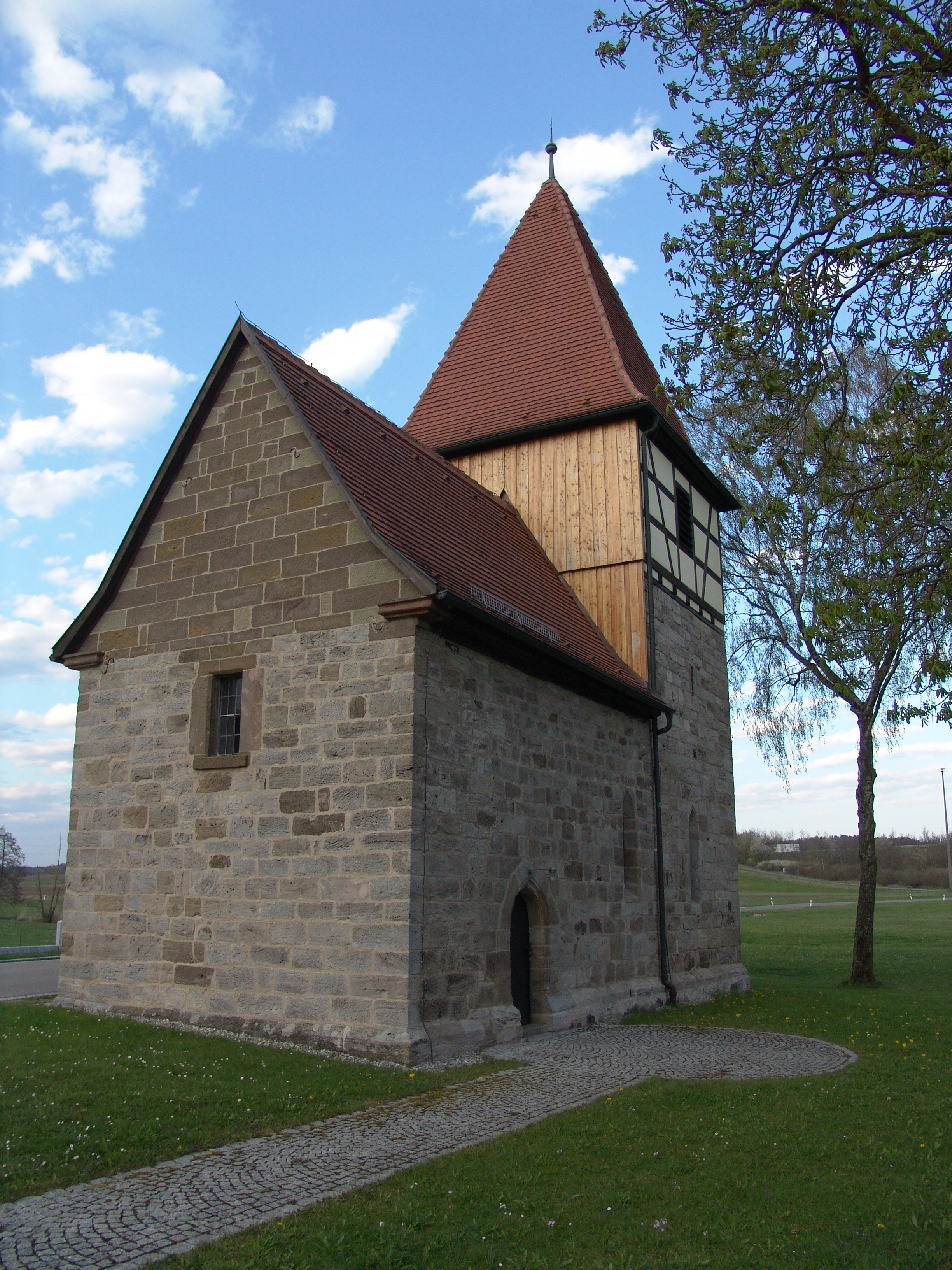
St. Kilian (Zumhaus)

Die denkmalgeschützte, evangelisch-lutherische Filialkirche St. Kilian steht in Zumhaus, einem Gemeindeteil der Stadt Feuchtwangen im Landkreis Ansbach (Mittelfranken, Bayern). Die Pfarrkirche ist unter der Denkmalnummer D-5-71-145-179 als Baudenkmal in der Bayerischen Denkmalliste eingetragen. Die Kirchengemeinde gehört zur Pfarrei Breitenau im Dekanat Feuchtwangen im Kirchenkreis Ansbach-Würzburg der Evangelisch-Lutherischen Kirche in Bayern.

## Beschreibung
Der Chorturm auf quadratischem Grundriss und das Langhaus in seinem Westen auf rechteckigem, das mit einem Satteldach bedeckt ist, wurden im frühen 16. Jahrhundert aus Quadermauerwerk erbaut. Der Chorturm wurde im 18./19. Jahrhundert mit einem Geschoss aus Holzfachwerk aufgestockt, das den Glockenstuhl beherbergt, und mit einem Pyramidendach bedeckt. Der Innenraum des Chors, d. h. das Erdgeschoss des Chorturms ist mit einem Kreuzrippengewölbe, der des Langhauses mit einer Flachdecke überspannt.